# Port (wijn)
Port of porto (Belgisch-Nederlands) is kort voor portwijn, een versterkte wijn uit Portugal, met een alcoholgehalte tussen 19 en 22 procent. Het is een typische zoete rode, witte of roséwijn, geserveerd als aperitief, digestief of als dessertwijn. Tegenwoordig wordt overal ter wereld versterkte wijn geproduceerd met sterke gelijkenis ten opzichte van port. Hierbij zijn Australië en Zuid-Afrika de bekendste concurrenten. In tegenstelling tot de Verenigde Staten mag in de Europese Unie alleen het product uit Portugal het label port dragen.

## De Dourovallei en haar quinta's

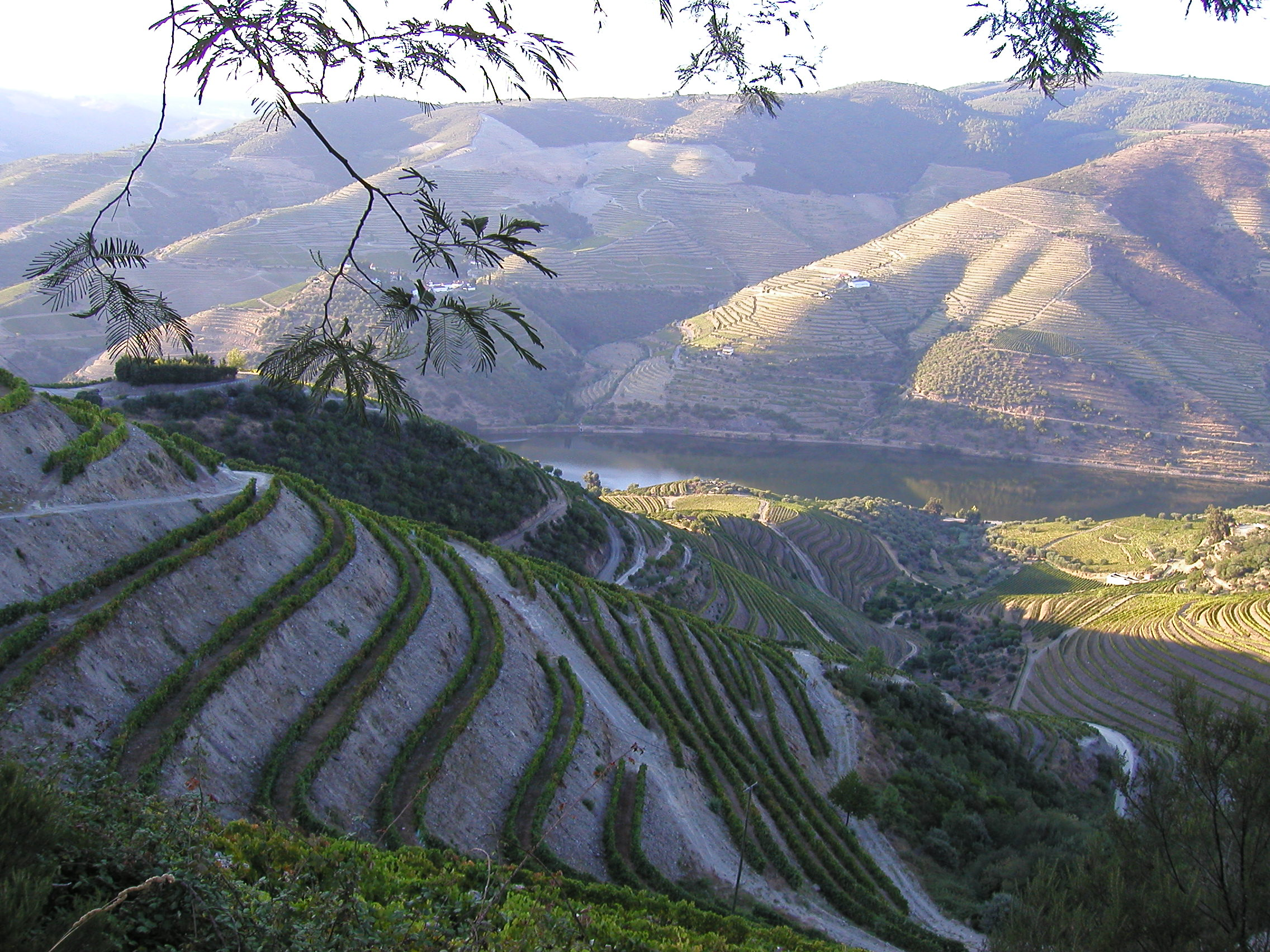
De Dourovallei. Hier met extreme terrasvorming.

De Dourovallei is gelegen aan de bovenloop van de rivier de Douro in het noordoosten van Portugal. Een quinta heeft in deze vallei veelal de functie van druiventeelt-bedrijf. Veel wijngaarden verbouwen druiven voor port-wijnhuizen in Porto en Vila Nova de Gaia. Een klein aantal daarvan maakt hun eigen port. Deze worden dan Single Quinta Port genoemd, zoals Quinta do Noval.
De wijngaarden zijn terrasvormig aangelegd op de flanken van de vallei. Soms zeer steil. Door de UNESCO is deze streek in 2001 tot werelderfgoed uitgeroepen, de zogeheten 'Alto Douro'. Smalle terrassen die voornamelijk handmatig bewerkt kunnen worden, heten Socalcos. Brede terrassen die machinaal bewerkt worden heten Patamares. Er zijn ook wijgaarden zonder terrassen waarbij de rijven druivenranken met de richting van de helling meegaan, de zogenoemde Vinha ao Alto. Wegens erosie die hierbij optreedt, kan dit alleen op land met een maximale hellingsgraad van 30%.
De classificatie port-wijngaarden rangschikt de 26.000 hectare wijngaarden – waarop druiven voor portwijn mogen worden geproduceerd – op kwaliteit, de zogeheten Benificio. Dat is een puntenschaal, waarbij een wijngaard plus- of minpunten krijgt. De meeste punten worden gegeven voor locatie en hoogte. Klasse A is 1200 punten of hoger, Klasse F is 210-400 punten. Daaronder mogen geen druiven voor Port gebruikt worden. Hoe hoger de score, hoe groter de toegestane opbrengst.

## Druivenrassen
Voor DO wijnen in de Douro mogen 116 druivenrassen gebruikt worden, 110 daarvan zijn zijn toegestaan voor Port. 91% hiervan zijn blauwe druiven. Bekende blauwe druivenrassen voor de aanmaak van port zijn: Touriga Nacional, Touriga Francisca, Tinta Roriz, (In Spanje bekend als Tempranillo), Tinta Barroca, Tinta Cão, Tinta Amarela, Sousão. De bekendste witte druiven voor Port zijn: Rabigato, Gouveio, Malvasia Fina (bekend als Boal), Viosinho, en Moscatel.

## Bereidingsproces
Reeds in de 18e eeuw wordt gebruikgemaakt van de mutage-techniek. Dit is een techniek waarbij door middel van toevoeging van extra alcohol het gistingsproces voortijdig gestopt wordt, waardoor niet alle suikers in alcohol omgezet worden, zodat de zoete smaak van port ontstaat en het alcoholgehalte dan tussen 19 en 22 volumeprocent komt te liggen. Deze alcohol heet aguardente. Het is uitsluitend afkomstig van gedestilleerde wijn van druivensap, en heeft een sterkte van 77%. Vanaf 1755 is alle Port een versterkte wijn. Aanvankelijk werd de aguardente na de vergisting toegevoegd, zodat een droge wijn ontstond. Nu wordt aguardente toegevoegd tijdens de vergisting, waardoor restsuiker ontstaat en alle Port in verschillende mate zoet is.
Als de druiven arriveren uit de wijngaard wordt er gekozen voor niet of gedeeltelijk ontstelen. De druiven dienen op dezelfde dag verwerkt te worden. Het treden in lagares (lage stenen troggen van graniet) wordt vandaag de dag nog steeds gehanteerd. Binnen enkele uren begint de alcoholische gisting, waardoor de schilletjes een deken (manta) boven op de massa creëren. Dit ouderwetse ritueel is een zware klus die, na de oogst, in de avonduren plaatsvindt. Tegenwoordig zijn er ook machines die het werk van de treders (de menselijke voeten) overnemen door pneumatische onderdompeling. Het doel hiervan is kneuzen van de druiven, en een maximale extractie: inwerking van de schil op het sap, waardoor kleur en tannine in de wijn komt. Dit is belangrijk, omdat de wijn slechts enkele dagen vergist en bij een alcoholpercentage van 7-8% geperst wordt. Persen is het scheiden van de vaste delen en het sap. 
Als de most na analyse goed is en naar wens van de wijnmaker, kan de brandewijn (aguardente) toegevoegd worden.
Hierdoor stopt de gisting en kan de wijn van onderuit de lagaras in het vat gedaan worden.
Dit vat bestaat uit 1/5 wijnalcohol wat aangevuld wordt met de portwijn, die hierdoor een alcoholpercentage krijgt van gemiddeld 19 à 20 %.

## Soorten
Er zijn verschillende portsoorten. De meest gebruikte onderverdeling is de ruby, tawny, white, rosé.

### Ruby portsoorten
Ruby port heeft minimale oxidatie ondergaan.
Ruby
Deze relatief jonge portsoort is twee tot drie jaar opgeslagen op het vat. Veelal zijn dit roestvaststalen tanks of betonnen bakken. In sommige gevallen is dit op zeer grote vaten van soms 40.000 liter, van eikenhout, maar dit kan ook satijnhout (tropisch), kastanjehout, of een andere houtsoort zijn.  Ruby port wordt geblend (samengesteld) door menging van druiven van meerdere druivensoorten, jaargangen en wijngaarden.
- Kleur: robijnrood
- Geur: rood en zwart fruit
- Smaak: fruitig, jong
- Serveren: iets koelen tot 12 graden Celsius
- Drinken bij: zachte kazen, zoete nagerechten
- In Nederland en België wordt de ruby port ook als aperitief gedronken.

Reserve Ruby
- Ruby met 3 jaar rijping.

Late Bottled Vintage port (LBV)
- De Late Bottled Vintage Port is een mengeling van ports van één enkel jaar. Ze rijpen tussen 4 en 6 jaar in eikenhouten vaten en worden dan gebotteld. De meeste zijn dan rijp om gedronken te worden. Het etiket moet altijd het oogstjaar en het jaar van botteling vermelden.

Crusted
- De Crusted Port bestaat uit een mengeling van ports van verschillende jaren die 3 à 4 jaar in vaten gerijpt hebben en die ongefilterd gebotteld worden waardoor er zich een bezinksel, de zogenaamde crust, vormt. De port moet net als de vintage port gedecanteerd worden voor hij voor consumptie geschikt is. Deze portsoort wordt ook wel de poor man´s vintage port genoemd.

### Vintage port
Ieder porthuis is vrij om, ook in niet benoemde vintagejaren, port aan te bieden aan de IVDP om te laten testen. Wanneer deze aan de strenge kwalificaties voldoet mag het label vintage port gebruikt worden. Dit is een zogenaamde Single Quinta Vintage Port. Een vuistregel is dat drie maal in de tien jaar de oogst zo goed bevonden wordt dat een vintage portjaar verklaard wordt door de Confraria do Vinho do Porto. Dit gebeurt als ten minste 50 % van de aangesloten leden in dat jaar een door het IVDP goedgekeurde vintage uitbrengt. 
De vintage ports worden maximaal drie jaar gerijpt, vaak in eikenhouten vaten, maar dat is geen voorschrift.  Ze worden gebotteld om verder op fles rijpen en vormen op den duur een depot/droesem in de fles. Het is dan ook aan te bevelen om de port zo te decanteren dat het bezinksel achterblijft in de fles alvorens te serveren. Het etiket van de vintage port moet altijd het oogstjaar en het jaar van botteling vermelden. Het bijzondere karakter van vintage port vereist voorafgaand aan het drinken een zorgvuldige behandeling. De fles dient voor het openen minstens 24 uur rechtop te hebben gestaan om zeker te zijn dat het depot op de bodem van de fles is neergeslagen. Decanteren in een karaf dient een aantal uren voor consumptie te gebeuren waarbij men zeker moet zijn dat er geen depot met de wijn meekomt. In het algemeen geldt: hoe ouder de port, hoe hoe langer de periode van decanteren.
Vintage port kan makkelijk 100 jaar of ouder worden en wordt door het rijpen op fles steeds beter en kostbaarder.
Omdat vintage port zeer lang bewaard kan worden, kan het voorkomen dat de kurk in zeer slechte staat verkeert. Om toch de port goed open te kunnen maken, zonder dat de kurk breekt, is er een methode ontwikkeld met behulp van een zogenaamde porttang. De tang wordt verhit totdat deze roodgloeiend is. Vervolgens wordt de tang enige tijd om de hals (onder de kurk) geklemd om deze hals vervolgens te koelen met een zeer koude natte doek. De hals breekt dan op de plaats van de verhitting.
De drinktemperatuur is circa 18 °C. Vanwege het relatief lage tanninegehalte van vintage port oxideert deze relatief snel. In de praktijk betekent dit dat vintage port binnen 48 uur gedronken dient te worden, waarna de kwaliteit merkbaar minder wordt.
Single Quinta Vintage Port
- De Single Quinta Vintage Port. Dit is een vintage port die van één enkele wijnbedrijf afkomstig is. Dit bedrijf moet op de fles vermeld staan. Deze Single Quinta Vintage Ports kunnen iedere jaar uitgebracht worden. Wanneer een producent meent dat zijn Quinta een port van uitzonderlijke kwaliteit geleverd heeft, kan hij deze voorleggen aan het IVP (=Instituto do Vinho do Porto) dat dan al dan niet het vintage label zal toekennen. Ook hier vermeldt het etiket het oogstjaar en het jaar van botteling.

### Tawny portsoorten
Tawny Port is genoemd naar de taankleur, die ontstaat doordat de wijn meerdere jaren op vat rijpt, zodat hij volledig kan oxideren. Dat vat heet een pipa, en heeft gemiddeld een inhoud van 550 liter.
Tawny Port
- Dit is een mengeling (= een blend) van port van verschillende oogstjaren, maar heeft als voornaamste kenmerk dat hij meerdere jaren in vaten gerijpt heeft, wat zijn typische tawny kleur geeft. Helaas wordt er in de goedkopere klasse tawny port veel gerommeld om de juiste kleur of geur te krijgen. Zo wordt nogal eens de rode en witte port samen gemengd.

Aged Tawny
- Bij de Aged Tawny staat op de fles het aantal jaren (10, 20, 30, 40, 50 jaar) dat de port in vaten gerijpt heeft, waardoor de typische tawny-kleur ontstaat. Omdat het hier om een mengeling van ports gaat, is de leeftijd die op de fles aangegeven is, een aanduiding van de stijl van de wijn.

Reserve tawny
- Een tawny met minimaal 6 jaar rijping in vaten.

Colheita
- De Colheitaport. Het woord colheita betekent oogstjaar en het gaat hier dan ook om port van één (goed) oogstjaar. De wijn moet minstens zeven jaar in een houten vat gerijpt hebben. Hij is dan tawny van kleur en klaar om gedronken te worden. Colheita kan vóór de botteling zeer lang rijpen,100 jaar of meer.  Het oogstjaar en het jaar van botteling worden op de fles vermeld. Colheita's worden gezien als tawny's van zeer hoge kwaliteit.

Garrafeiraport
- De Garrafeiraport is eveneens een mengeling van ports van één enkel jaar. Na een rijpingsperiode van 6 jaar in houten vaten worden ze overgebracht in grote glazen vaten (demijohn) waarin ze gedurende minimaal 7 jaar verder rijpen. In de loop der jaren wordt er een bezinksel gevormd dat decanteren nodig maakt bij het serveren.

Single Harvest Tawny
- Deze benaming geeft eigenlijk alweer wat gedronken wordt: een tawny port uit 1 oogstjaar. De meeste tawny's zijn een blend van meerdere oogstjaren. Bij de Single Harvest Tawny is de kwaliteit echt van 1 jaar dusdanig hoog, dat ze besluiten deze niet te mengen. De wijnen zijn dan ook van uitzonderlijke kwaliteit en in zeer lage aantallen beschikbaar.

### White port
Witte port wordt alleen gemaakt van witte druiven. Voor witte port gelden voor de rijping dezelfde regels als voor een tawny.
- Kleur: strogeel
- Geur: exotisch fruit
- Smaak: fruitig
- Serveren: 8-12 graden Celsius
- Drinken bij: als aperitief, bij amandelen.
- Witte port wordt in Portugal vaak gedronken als een mix 1/3 witte port, 2/3 tonic met een schijfje citroen: portonic.
- Colheita white port is van zeer hoge kwaliteit.

### Rosé port
Op 21 mei 2009 heeft de Portugese ministerraad een wet aangenomen die rosé port ook erkent als officiële portsoort.
Sinds 2008 kwam Croft met de Pink port op de markt, inmiddels opgevolgd door andere portshippers.

## Historie
De naam port is afgeleid van de havenstad Porto. Alle port moet gemaakt zijn van druiven die verbouwd worden in een specifiek afgebakend wijngebied langs de oevers van de rivier de Douro. In 1765 werd de Douro een afgebakend wijngebied. De export naar Engeland groeide doordat de Engelsen in onvrede leefden met Frankrijk, dat toen al een groot wijnproducerend land was, en zodoende geen toegang meer hadden tot de Franse wijnen. Daarom gingen de Engelsen in andere streken op zoek naar wijn. Om de Portugese wijn tijdens de lange zeereis goed te houden, werd er aan het einde van de bereiding wat brandewijn (aguardente) toegevoegd. Halverwege de 18e eeuw ging men ertoe over de gisting te stoppen door toevoeging van wijnalcohol. Door deze ingreep behoudt port veel restsuikers en is daarom zoet. Zo ontstond de versterkte - met extra alcohol - wijn port. De gewoonte om portwijn te versterken maakt de drank een zoete, alcoholrijke, sterke wijn.

## Vintagejaren
Onderstaande jaartallen zijn door de Confraria do Vinho do Porto (opgericht in 1982) gedeclareerd als vintage jaren: 
2017, 2016, 2011, 2007, 2003, 2000, 1997, 1994, 1991,1985, 1983, 1982. 
Daarvoor worden vaak als zeer goede portjaren beschouwd:
1980, 1977, 1975, 1970, 1966, 1963, 1960, 1958, 1955, 1950, 1948, 1947, 1945, 1927, 1912.

## Culinair

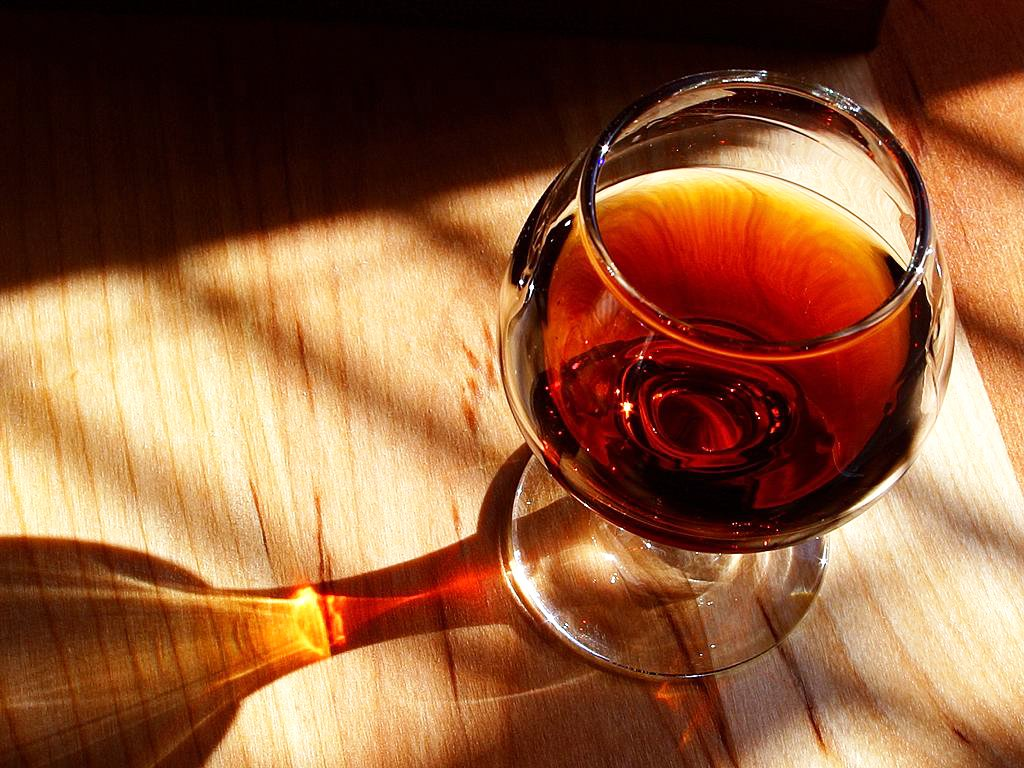
Een glas port

Port wordt ook in vele sauzen en gerechten verwerkt, zoals meloen met port, tournedos met port, stoofpeertjes in port, stilton met port enzovoort. Waar portwijn wordt gebruikt kan ook voor madeira worden gekozen.

## Portugieser
Het in andere Europese landen verbouwde druivenras Portugieser en daarvan gemaakte wijn mag niet meer de naam Oporto, Kékoporto en verwante namen dragen, omdat de naam Port beschermd is.